# Max von Bahrfeldt

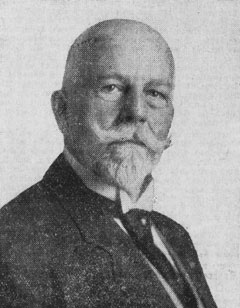
Max von Bahrfeldt

Max Ferdinand Bahrfeldt, seit 1913 von Bahrfeldt, (* 6. Februar 1856 in Willmine; † 11. April 1936 in Halle (Saale)) war ein preußischer General der Infanterie und bedeutender Numismatiker.

## Leben
Vormals stammten die bürgerlichen Vorfahren aus Lieberose und ließen sich in der Uckermark nieder. Familie Bahrfeldt lebte dann in Prenzlau. Die Eltern waren Rudolf Bahrfeldt (1810–1894), zeitweilig Gutspächter in Willmine bei Templin, und Emilie Stuht (1854–1895) aus Klein Krekow. Die Eltern lebten zuletzt in Fürstenwalde bei Berlin.
Er schlug schon früh eine Offizierslaufbahn ein und besuchte die Kadettenanstalten in Wahlstatt und Berlin. Seit seiner Jugend beschäftigte sich Bahrfeldt mit der Münzkunde. Sein Bruder Emil Bahrfeldt war ebenfalls ein bekannter Numismatiker. Er spezialisierte sich auf Münzen der Römischen Republik und Münzen Niedersachsens. Bereits 1873 als Sekondeleutnant im Infanterie-Regiment „Bremen“ (1. Hanseatisches) Nr. 75 begann Bahrfeldt seine numismatischen Arbeiten. In Stade veröffentlichte er 1874 seinen ersten numismatischen Aufsatz. Ein Jahr später wurde er Mitherausgeber des „Numismatisch-Sphragistischer Anzeiger. Zeitung für Münz-, Siegel- und Wappenkunde“ (Hannover). Von 1876 bis 1882 war er Regimentsadjutant in Stade. Während dieser Zeit war er im Stader Geschichts- und Heimatverein als Schriftführer tätig und ordnete dessen Münzsammlung. Außerdem führte er die Grabungen auf dem Perlberger Urnenfeld fort. Von 1882 bis 1885 besuchte er die Preußische Kriegsakademie.
Bahrfeldt heiratete am 14. Oktober 1878 in Gotha Elisabeth (Ella) Mary Charlotte, geborene Samwer (* 8. Oktober 1859 in Gotha; † 19. Oktober 1954 in Frankfurt am Main), die Tochter des Juristen und Staatsrechtslehrers Karl Friedrich Samwer (1819–1882), ebenfalls ein Numismatiker. Ella und Max hatten vier Kinder. Der Sohn Victor fiel als kaiserl. dt. Kapitänleutnant 1916 auf der S. M. S. Pommern während der Seeschlacht am Skagerrag. Die beiden Töchter Erna und Ellen heirateten bürgerlich. Der spätere Regierungspräsident Max jun. von Bahrfeldt war ihr ältester Sohn. Familie von Bahrfeldt hatte mehrere Enkelkinder.
Aus den hinterlassenen Papieren des Schwiegervaters gab Bahrfeldt 1883 in Wien die „Geschichte des älteren römischen Münzwesens bis circa 200 vor Christi“ heraus. Weitere Publikationen über das Münzwesen zwischen Elbe und Weser folgten. 1897 gab er nach Vorarbeit von Wilhelm Heinrich Jobelmann und Wilhelm Wittpenning eine überarbeitete Geschichte der Stadt Stade heraus. Er war ab 1911 Ehrendoktor der philosophischen Fakultät der Universität Gießen und ab 1921 Honorarprofessor für Münzkunde an der Universität Halle.

## Militärkarriere
Vom 3. April 1911 bis zum 3. Juli 1913 war Bahrfeldt Kommandeur der 37. Division in Allenstein. Am 16. Juni 1913 erhob Wilhelm II. ihn anlässlich seines 25-jährigen Regierungsjubiläums als Generalleutnant in den erblichen preußischen Adelsstand. Für seine Militärverdienste erhielt er den Stern zum Roten Adlerorden II. Klasse mit Eichenlaub sowie den Stern zum Kronenorden II. Klasse.
Bahrfeldt war zu Beginn des Ersten Weltkriegs ab 2. August 1914 Kommandeur der 19. Reserve-Division, welche im Verband des X. Reserve-Korps (General Günther von Kirchbach) über Charleroi durch das neutrale Belgien in Nordfrankreich vorrückte. Seine Division kämpfte am 29. August 1914 in der Schlacht bei St. Quentin und stand Anfang September vor Reims, wo er an der Marneschlacht beteiligt war. Im Frühjahr wurde die 19. Reserve-Division in die Champagne geworfen und hatte erheblichen Anteil an der Stabilisierung der Front in der dortigen Winterschlacht.
Vom 29. Juni 1915 bis zu seiner Verabschiedung im April 1916 befehligte er die 10. Reserve-Division in der Woëvre-Ebene beim Angriff auf Verdun. Von den Alliierten wurde er wegen der Grausamkeiten seiner Truppen beim Angriff auf Charleroi (21. und 22. August 1914) als Kriegsverbrecher deklariert und auf eine Proskriptionsliste gesetzt. 1925 wurde er in einem Kontumazialverfahren von einem belgischen Kriegsgericht in Mons in Abwesenheit zum Tode verurteilt.